# Curació d'una dona amb hemorràgies
La curació d'una dona amb hemorràgies és un dels miracles de Jesús narrat als evangelis (Mateu 9:20-22, Marc 5:24-34 i Lluc 8:43-48) just abans de la resurrecció de la filla de Jaire, ja que els fets transcorren quan Jesús es dirigeix a casa d'aquest.

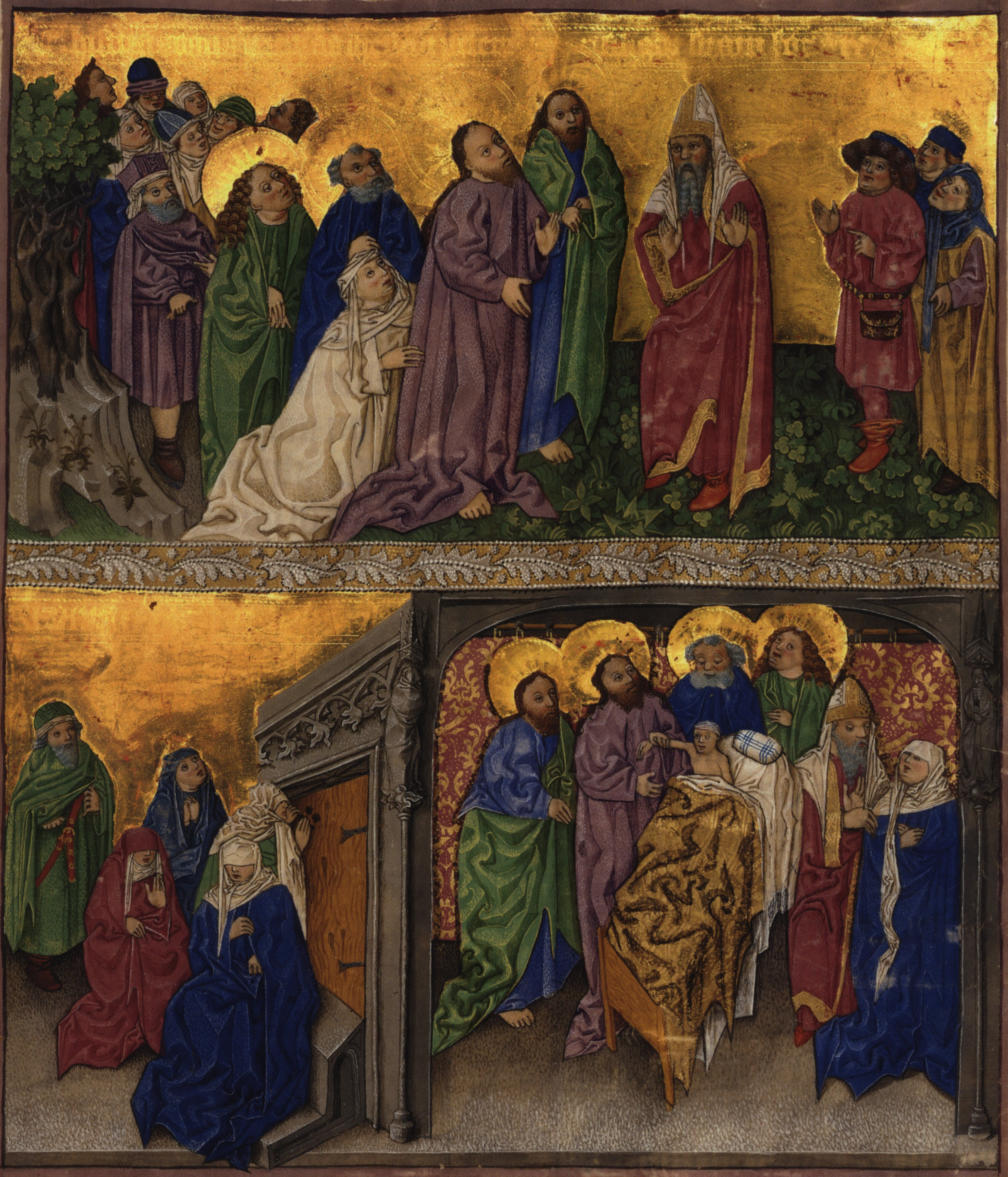
Representació dels dos miracles consecutius

## Narració
Anant camí de casa de Jaire enmig d'una gentada, una dona que sagnava des de feia dotze anys sense que cap metge en pogués esbrinar el motiu va apropar-se a Jesús. Va pensar que simplement tocant-li el mantell quedaria guarida, com de fet va succeir. Jesús, en notar que li tiraven del vestit va aturar-se i va demanar qui havia estat. La gent li deia que podia haver estat qualsevol però ell va insistir fins que la dona va explicar la seva història i aleshores va afirmar que la seva fe l'havia curat.

## Interpretació
Aquest miracle té molts paral·lelismes amb la filla de Jaire al qual precedeix, ja que es tracta d'una curació aparentment impossible d'una dona; en aquesta història és una dona gran que fa dotze anys que està malalta, mentre que al segon la nena té dotze anys. En ambdós casos és la fe el que salva les dones, en un cas el gest humil de tocar el mantell i en l'altre la insistència del pare que pateix.
El gest de tocar només la vora del vestit té alhora un sentit de modèstia i de veneració: modèstia perquè la dona no es creu digna de parlar amb Jesús. En aquell temps es pensava que determinades malalties eren càstigs divins pels pecats comesos) i veneració perquè els llargs hàbits dels mestres s'associaven a la saviesa.
La malaltia s'ha identificat amb un trastorn en la menstruació.